# 亨利·埃巴
亨利·埃巴（英語：Henry Iba，1904年8月6日—1993年1月15日），美国篮球教练。他曾带领美国队获得1964年、1968年夏季奥运会篮球比赛男子金牌。1969年，他入选奈史密斯篮球名人纪念堂。